# Grönfläckig vinriska
Grönfläckig vinriska (Lactarius semisanguifluus) är en svampart som beskrevs av R. Heim & Leclair 1950. Grönfläckig vinriska ingår i släktet riskor och familjen kremlor och riskor.  Arten är reproducerande i Sverige. Inga underarter finns listade i Catalogue of Life.

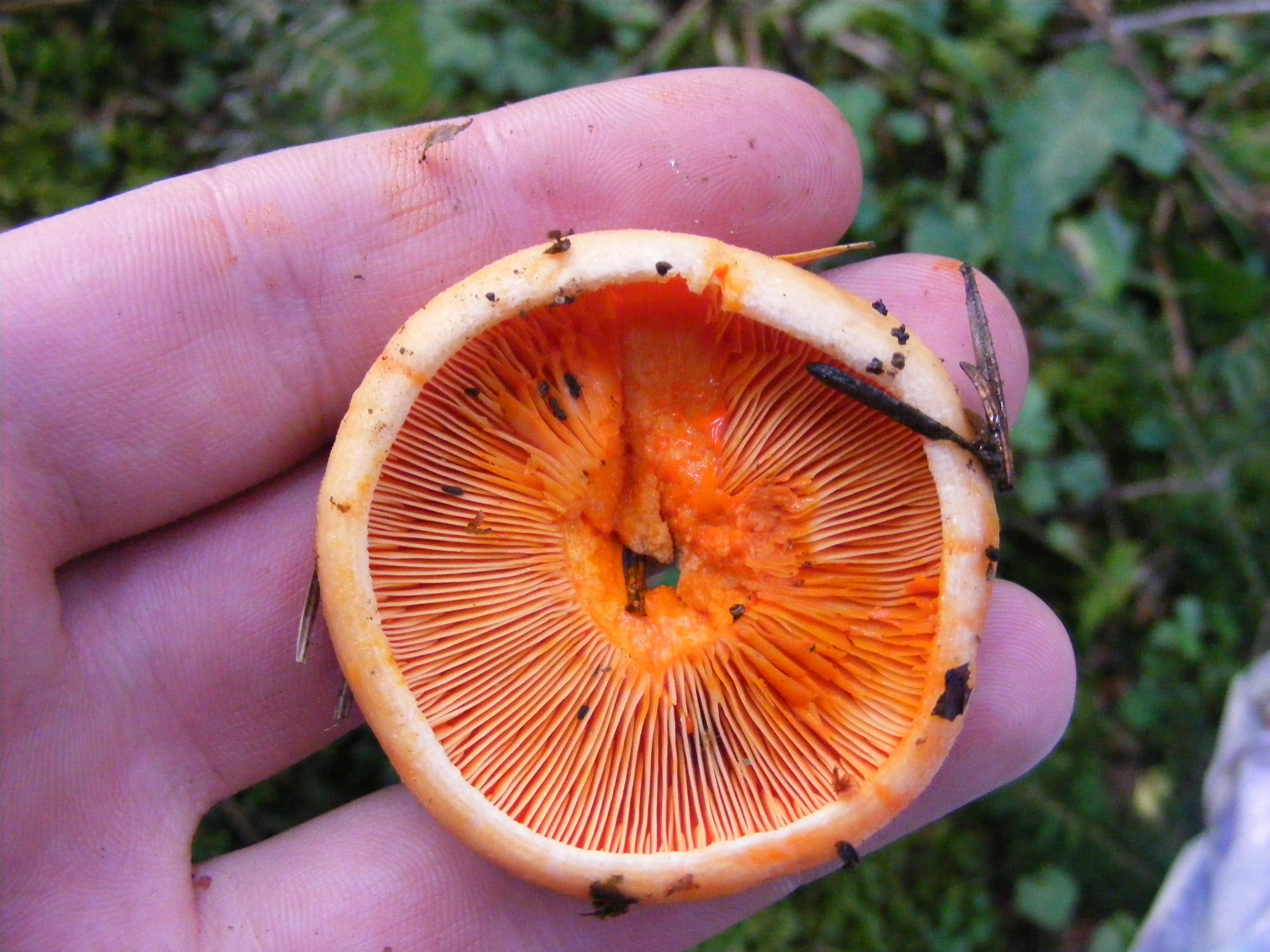
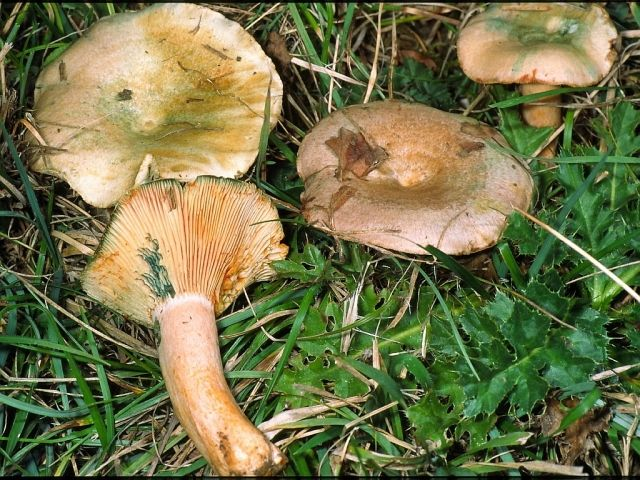